# Google Chrome
Google Chrome es un navegador web de código cerrado desarrollado por Google, aunque derivado de proyectos de código abierto (como el motor de renderizado Blink). Está disponible gratuitamente. El nombre del navegador deriva del término en inglés usado para el marco de la interfaz gráfica de usuario («chrome»).
Cuenta con más de 3.400 millones de usuarios, y dependiendo de la fuente de medición global, se considera el navegador más usado de la Web, logrando la popularidad mundial en la primera posición con el 77,3% de usuarios de red mundial.

Los lanzamientos de Chrome son obtenidos a partir de Chromium, el proyecto de software libre que también sirve de base para el sistema operativo Chrome OS. Chromium es publicado con una licencia de derechos de autor laxa. En esencia, los aportes hechos por el proyecto libre Chromium fundamentan el código fuente del navegador base sobre el que está construido Chrome y por tanto tendrá sus mismas características, a las cuales Google adiciona otras que no son software libre. También se cambia el nombre y logotipo por otros ligeramente diferentes para proteger la marca comercial de Google. El resultado se publica bajo términos de software privativo. De acuerdo a la documentación para desarrolladores, «“Chromium” es el nombre del proyecto, no del producto, y no debería aparecer nunca entre las variables del código, nombres de APIs, etc. Utilícese “chrome” en su lugar».
El 2 de septiembre de 2008, salió a la luz la primera versión al mercado, siendo esta una versión beta. Finalmente, el 11 de diciembre de 2008, se lanzó una versión estable al público en general. Actualmente el navegador está disponible para Windows, macOS, Linux, Android y iOS.

## Historia

### Canales de distribución
Actualmente, Google Chrome cuenta con cuatro canales de distribución para la descarga y prueba de todas sus compilaciones. Los canales comunes denominados «Stable», «Beta» y «Dev» son accesibles desde el sitio web del proyecto Chromium, siendo los dos últimos repositorios para versiones de desarrollo. El 22 de julio de 2010, Google anunció un nuevo sistema de lanzamientos más frecuente para ofrecer a los usuarios características nuevas cuanto antes, con la meta de entregar versiones estables cada 6 semanas. Debido a esto, se incorporó un nuevo canal de distribución (denominado «Canary») en aras de proporcionar una versión diaria para pruebas en conjunto con otros canales de desarrollo del navegador; el nombre del canal hace referencia a la práctica de llevar un canario a las minas de carbón para permitir a los trabajadores la detección temprana de .

### Chrome para Android e iOS
En febrero de 2012, Google lanzó “Chrome para Android Beta”, cuya versión está disponible solo para Android 4.0 'Ice Cream Sandwich' en teléfonos inteligentes y tabletas. Con la posibilidad de abrir múltiples pestañas, sincronización de marcadores y pestañas con la versión de escritorio, modo incógnito, y ver sitios de uso recientes. A finales de junio Chrome para Android se volvió una versión estable.
En junio de 2012, durante el Google I/O 2012, se anunció que Chrome se utilizará como navegador por defecto en Android 4.1 ‘Jelly Bean’ junto con el lanzamiento de la tableta Nexus 7. También se anuncia Chrome para iOS, el cual está disponible en iPhone, iPod touch y iPad.
En enero de 2013, las versiones Beta de Chrome también están disponibles en Android para teléfonos y tabletas, las cuales son de las versiones más descargadas.

### Motor de renderizado Blink
En abril de 2013, Google anuncia su nuevo motor de renderizado basado en WebKit para Chrome y Chromium, llamado Blink, el cual se utilizará desde la versión 28. Las razones meramente técnicas del cambio desde WebKit, son optimizar el código base y orientar su desarrollo específicamente para contribuir a la Web y optimizar Chrome. Opera, otro navegador web, también usa Blink, y Microsoft Edge también lo hace desde la versión 79.

### Historial de versiones

#### Versiones no oficiales
- El 15 de septiembre de 2008, CodeWeavers lanzó una versión no oficial de un derivado de Wine y de la versión en construcción de Chromium,  Developer Build 21, para Linux y macOS denominada CrossOver Chromium.[102][103]
- Iron de SRWare, es una versión de Chromium que explícitamente desactiva la recolección y transmisión de la información de uso a Google.[104]

## Características principales

### Seguridad y estabilidad
Las metas primordiales al diseñar el navegador fueron mejorar la seguridad, velocidad y estabilidad que los navegadores existentes ofrecían. Se realizaron también cambios importantes a la interfaz de usuario. Chrome fue ensamblado partiendo de 26 diferentes bibliotecas de código de Google y otras de terceros tales como Netscape.

### Características
- RLZ identifier: Una cadena codificada enviada junto con todas las consultas a Google[106] o cada 24 horas.
- Un identificador (ID) único («clientID») para identificar al usuario en los registros de accesos. Aunque parece que en las próximas versiones lo eliminarán.[107]
- Una marca de tiempo de cuándo fue instalado el navegador.
- Páginas de error alojadas en servidores de Google, cuando no se encuentra un servidor.

### Listas negras
Chrome descarga periódicamente actualizaciones de dos listas negras (para sitios de suplantación de identidad y para aquellos que contengan software malicioso) y advierte a los usuarios cuando intenten visitar una página de contenido peligroso. Este servicio también está disponible para su uso por terceros a través de un API público y gratuito llamado «Google Safe Browsing API». En el proceso de mantenimiento de estas listas negras, Google también notifica a los propietarios de los sitios enumerados que pueden no ser conscientes de la presencia de los programas dañinos.[cita requerida]

### Aislamiento de procesos (Sandboxing)

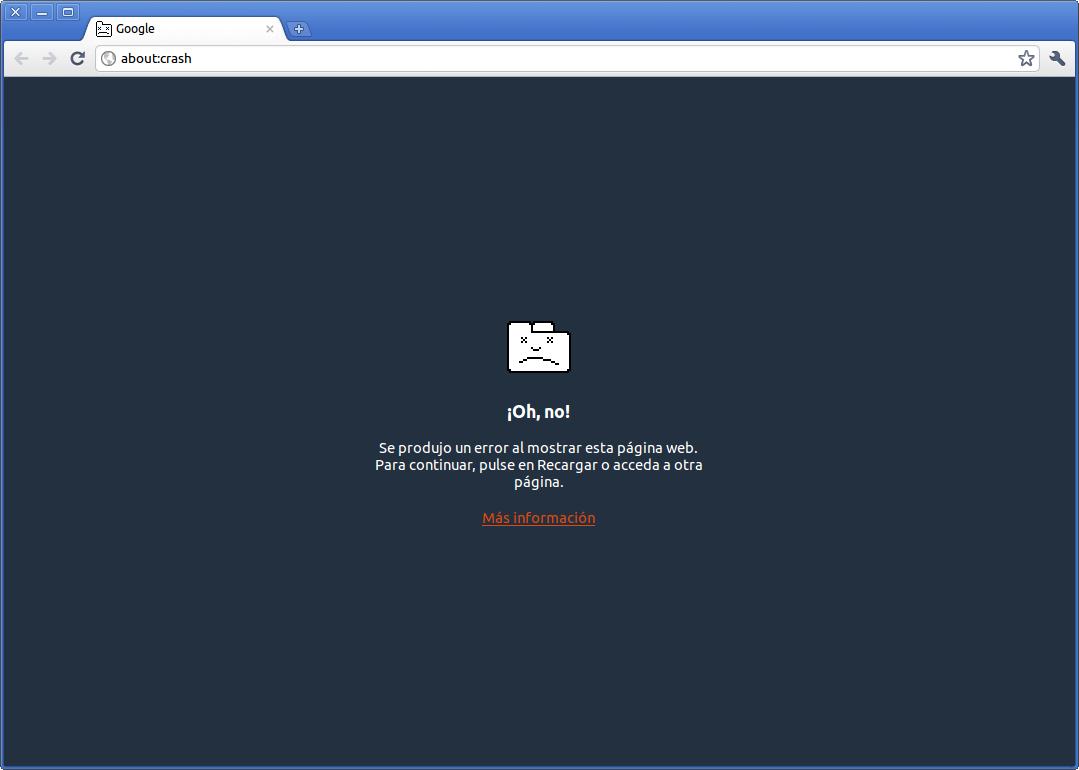
Imagen de una pestaña triste al «colgarse» una pestaña del navegador, bajo Ubuntu.

El equipo de desarrollo a cargo de Gears estaba considerando la posibilidad de un navegador multiproceso (cabe señalar que un problema con las implementaciones actuales para navegadores web es que son inherentemente de un único proceso) y Chrome ha aplicado este concepto con arquitectura de multiprocesamiento similar al que utiliza Internet Explorer 8. Se asigna a cada tarea (por ejemplo, pestañas, plugins) un proceso separado. Esto evita que las tareas se interfieran unas a otras, lo que es bueno para la seguridad y la estabilidad; cada pestaña en Chrome se aísla (del inglés sandbox, textualmente caja de arena) para «impedir la instalación de software malicioso» o «impedir que lo que ocurre en una pestaña pueda afectar a lo que sucede en otra», en un modelo de asignación de procesos complejo.  Si por algún motivo una mala programación de una página web o un plugin determinado ocasionan un cuelgue, solo se perjudicará la pestaña actual dejando las demás intactas. Esa pestaña que falla pasará a ser una «pestaña triste», concepto similar a la pantalla de error de versiones anteriores del sistema operativo Mac OS, la sad Mac.
Siguiendo el principio de mínimo privilegio, cada proceso es despojado de sus derechos y con ello no puede escribir ni leer archivos en zonas sensibles (por ejemplo, documentos, escritorio). Este método es similar al «modo protegido» que utiliza Internet Explorer en Windows Vista. El equipo de desarrollo a cargo de «Sandbox» dice haber «convertido las actuales fronteras de los procesos en una cárcel», según sus propias palabras. Por ejemplo, el software malicioso que se ejecuta en una pestaña no puede robar números de tarjetas de crédito, interactuar con el ratón o decirle al sistema operativo que ejecute un programa al inicio del sistema y, además, este proceso desaparecerá cuando la pestaña se cierre. Esto no es más que la imposición de un simple modelo de seguridad informática según el cual hay dos niveles de seguridad multinivel: usuario y caja de arena. La caja de arena solo puede responder a solicitudes de comunicación iniciadas por el usuario.
Algunos plugins como el Adobe Flash Player no siguen algunos estándares de seguridad y por ello no pueden ser aislados como las pestañas. Estos a menudo necesitan ejecutarse en o por encima del nivel de seguridad del propio navegador. Para reducir la exposición a un ataque, los plugins se ejecutan en procesos separados que se comunican con el motor de renderizado, que a su vez opera con «muy bajos privilegios» en procesos dedicados para cada pestaña. Dichos complementos tendrán que ser modificados para operar dentro de esta arquitectura de software y seguir así los principios de mínimos privilegios.
Además, Chrome cuenta con una utilidad administradora de procesos, denominada Administrador de tareas que permitirá conocer el estado del navegador en su totalidad, ver individualmente estadísticas de sitios web o plugins (los cuales también van en procesos separados) sobre uso de memoria del sistema, ancho de banda usado (velocidad medida en bytes/s) y consumo de tiempo de CPU, además de dar la opción de poder finalizar la ejecución de cada elemento individualmente.

### Modo Incógnito
Chrome incluye un modo de navegar de Incógnito (similar a la Navegación privada de Safari, Firefox u Opera; o el modo InPrivate de Internet Explorer y Microsoft Edge) que permite navegar por Internet con cierta privacidad, ya que no registra ninguna actividad y borra de los archivos temporales las cookies utilizadas, pero aún puede ser visible para el proveedor de servicios o los sitios web visitados. Comúnmente utilizado para ver contenido para mayores de edad.

### Velocidad
La máquina virtual para JavaScript se consideró un proyecto suficientemente importante como para separarlo, tal como se hizo con Tamarin de Adobe/Mozilla, y fue desarrollado por un equipo situado en Dinamarca. Las actuales implementaciones se diseñaron «para los pequeños programas, donde el rendimiento y la interactividad del sistema no eran importantes». Sin embargo, aplicaciones Web como Gmail «están utilizando el navegador web al máximo cuando se trata de manipulaciones DOM y JavaScript». El resultante motor JavaScript V8, fue diseñado poniendo énfasis en la velocidad, e introduce nuevas características a este fin como transiciones de clase ocultas, generación dinámica de código, y recolección precisa de basura (refiriéndose a liberación de memoria). Pruebas de Google demuestran que V8 es aproximadamente dos veces más rápido que Firefox 3 y que la versión beta de Safari 4.
Muchos sitios web han realizado pruebas de rendimiento usando la herramienta Benchmark SunSpider para JavaScript, así como un conjunto de pruebas de cómputo intensivas propias de Google, las cuales incluyen ray tracing y la resolución de restricciones. De manera unánime reportaron que Chrome rindió mucho más rápido que todos sus competidores con los que había sido comparado, incluyendo Safari, Firefox 3, Internet Explorer 7 e Internet Explorer 8.
Chrome también guarda y utiliza una caché de direcciones DNS para acelerar la carga de los sitios web.

### Interfaz

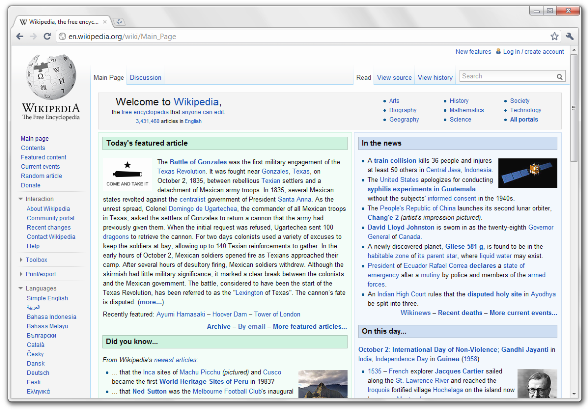
Interfaz de usuario antigua de Google Chrome en Windows 7

La interfaz de usuario incluye opciones para ir atrás, adelante, recargar página, ir y cancelar. Las opciones son similares a las del navegador Safari. El diseño de la ventana está basado en el tema nativo de Windows Vista.
Chrome incluye Google Gears, que añade características para desarrolladores que podrían o no convertirse en estándar web, y por lo general relacionadas con la construcción de aplicaciones web (incluyendo soporte para uso sin conexión).
La página de inicio del navegador se sustituye de manera predeterminada por la misma que aparece cada vez que se abre una nueva pestaña. Ésta muestra miniaturas de los nueve sitios web más visitados con las últimas búsquedas realizadas, los últimos marcadores accedidos y pestañas cerradas. Este concepto existía ya antes en el navegador Opera, conocido como «Marcado rápido».
Una novedad introducida en Chrome es Omnibox, siendo ésta la barra de direcciones que aparece en la parte superior de cada pestaña, similar a la de Opera. Incluye funcionalidades de autocompletar texto (únicamente autocompletará URLs que se hayan introducido manualmente en lugar de todos los enlaces), sugerencias de búsqueda, páginas visitadas previamente, páginas populares (sin visitar) y búsqueda en el historial de navegación. Los motores de búsqueda también pueden ser capturados por el navegador cuando se utilicen su respectiva interfaz de usuario presionando la tecla Tab ↹. Otra funcionalidad de la Omnibox es la modalidad de «Pegar y buscar», accesible con el menú contextual.
Chrome permite crear accesos directos en el escritorio que permitan lanzar aplicaciones web directamente en el navegador. Cuando el navegador se abre de esta manera, la ventana no muestra ningún control sino únicamente la barra de título. Esto limita la interfaz del navegador a «no interrumpir cualquier cosa que el usuario está tratando de hacer», lo que permite a las aplicaciones web ejecutarse junto a software local (similar a Mozilla Prism, Adobe AIR y Fluid).
Chrome utilizaba el motor de renderizado WebKit como recomendación del equipo que desarrolló Android. Al igual que la mayoría de los navegadores, Chrome fue probado exhaustivamente antes de ser lanzado al público. Las nuevas compilaciones del navegador son probadas de manera automatizada en cientos de miles de sitios web comúnmente visitados, los cuales están en el índice de Google y son accedidos en menos de 20-30 minutos.
Chrome soporta la interfaz de programación de aplicaciones de Netscape (NPAPI), pero no soporta controles ActiveX. Además, Chrome no tiene un sistema de extensiones como el de Mozilla con la arquitectura XPInstall. El soporte para applets de Java se encuentra disponible en Chrome a partir de la actualización del entorno de ejecución de Java 6 actualización 10 o superior.
Para desarrolladores web, Chrome incluye un elemento de inspección similar al que se incluye en la extensión para Firefox, Firebug.

### Pestañas
Las pestañas son el principal componente de la interfaz de usuario de Chrome y, como tal, se han movido a la parte superior de la ventana en lugar de por debajo de los controles (similar al navegador Opera). Cada pestaña tiene su propio conjunto de controles, entre ellos la barra de direcciones Omnibox.
Las ventanas emergentes (en inglés pop-ups) «están confinadas a las pestañas de las que provienen» y no aparecen por encima de la pestaña actual sino como una pequeña barra de título en la parte inferior; podrán usarse cuando el usuario explícitamente las arrastre hacia afuera. Las ventanas emergentes no se ejecutan en su propio proceso.
De forma predeterminada, no hay barra de estado, a diferencia de otros navegadores que muestran una en la zona inferior de la ventana de navegación. Sin embargo, si el cursor del ratón se mueve sobre un enlace, la dirección de este se mostrará en la parte inferior izquierda de la pantalla. Al igual que otros navegadores web como Microsoft Edge o Firefox, Chrome tiene un modo de pantalla completa, accesible mediante la tecla F11, que al contrario que en Explorer o Firefox, carece de una miniatura de la barra de herramientas de navegación.

## Características avanzadas
- Posibilidad para agregar y cambiar temas visuales en la interfaz de Chrome. Para esto Google habilitó una galería de temas visuales en la Chrome Web Store.[123] La galería hasta el momento contiene más de 3000 temas. No se requiere reiniciar el navegador para aplicar el tema, ya que este se instala automáticamente.

- Soporte para agregar extensiones. Las extensiones en Chrome se encuentran disponibles en modo de galería para su rápida instalación,[124] con más de 12.000 extensiones disponibles hasta el momento. No se requiere reiniciar el navegador para aplicar alguna extensión, se instala automáticamente. Las extensiones también se pueden utilizar en modo incógnito, y se pueden seleccionar individualmente para su uso en el modo incógnito.

- Soporte nativo para scripts generados por Greasemonkey. Con esta característica es posible utilizar los scripts creados en el sitio UserScript.org. Según el equipo de desarrolladores de Chromium,[125] actualmente se encuentran disponibles 40.000 scripts en el sitio UserScript.

- Sincronización general de preferencias, marcadores, compleción automática de formularios, contraseñas, información bancaria, temas, extensiones y aplicaciones, todo ello gracias a la sincronización de la cuenta de Google en línea.[126] Con esto se puede utilizar la misma configuración de Chrome y sincronizarla en cualquier otro computador, basado en la implementación XMPP. Solamente hay que poseer una cuenta de Google o una cuenta de correo de Gmail para tener acceso al servicio de sincronización. La sincronización de pestañas y marcadores también afecta a la versión de Chrome para Android y iOS.[127]

- Traducción sugerida y automática de sitios Web, todo esto gracias al Traductor de Google en los 52 idiomas que soporta actualmente. El sistema cuenta con una opción para desactivar esta característica por si resulta muy invasivo.

- Los sitios que envíen notificaciones de escritorio podrán hacerlo utilizando HTML5, y también con el uso de extensiones o aplicaciones web corriendo de fondo podrán incluso enviarlas teniendo la ventana del sitio cerrada.[128]

- Soporte de geolocalización, el cual aprovecha las características que posee HTML5 para lograr esta tarea. La geolocalización es útil en sitios sociales para mostrar dónde se encuentra el usuario, y/o compartir imágenes o videos de donde se encuentra el usuario.[129] Esta característica ya funciona con Google Maps.

- Integración de la última versión del complemento Flash Player dentro del mismo navegador, recibiendo la colaboración y ayuda de Adobe Systems Incorporated (empresa que actualmente desarrolla Flash). Esto facilita aún más el manejo de objetos incrustados en sitios Webs que utilicen Flash. Además, facilita la actualización del complemento directo desde el actualizador del navegador, y no por separado.[130]

- Visor nativo de archivos PDF, en el que se puede aumentar o disminuir la página y buscar palabras del mismo modo que en un sitio web común. Para protección del usuario, el visor está incluido dentro del «sandbox» de seguridad de Google Chrome. Al igual que el complemento de Adobe Flash integrado, también recibe las últimas actualizaciones para soporte de archivos PDF.[131]

- Consiste en una tienda en línea, Chrome Web Store, que recolecta aplicaciones creadas en diferentes lenguajes de programación utilizados en la web, los cuales son: HTML, XHTML, JavaScript, CSS, Adobe Flash, Java, AJAX, HTML5 (video/audio incrustado), WebGL, y CSS3. Las aplicaciones se pueden utilizar conectado a Internet, o sin una conexión a Internet. Las aplicaciones de la Chrome Web Store también se pueden usar en otros navegadores, siempre y cuando tengan tecnologías web actuales.[132]

- Permite buscar instantáneamente desde el navegador. Esto permite que al momento de escribir el nombre de algún sitio en la barra de direcciones (Omnibox), el sitio cargue mientras todavía se está tecleando, sin necesidad de pulsar la tecla ↵ Entrar. No activado por defecto, pero puede habilitarse en Configuración.[133]

- Integración de Native Client, el cual permite la ejecución de código C y C++ dentro del navegador. Native Client permite tener aplicaciones web enriquecidas gracias a la posibilidad de ejecutar código C/C++, tal como juegos y aplicaciones que requieran un lenguaje de código más robusto.[134]

- Permite crear diferentes cuentas de usuario y administrarlas en el mismo navegador. Esto ayuda a que los usuarios mantengan sus datos sincronizados por separado en un mismo navegador.[135]

- Brinda aceleración de gráficos tridimensionales vía hardware para juegos o videos usados directo en el navegador. WebGL funciona gracias a las herramientas que posee HTML5 y el proyecto mismo. WebGL funciona sin problemas en Linux y macOS, pero en Windows hay un pequeño percance, así que el equipo de Chromium ideó una forma de utilizar WebGL en Windows con el proyecto llamado Angle,[136] el cual utilizará las bondades de DirectX para utilizar WebGL en Windows.[137]

- Soporte nativo para WebM, el conjunto de códecs libres y abiertos para la reproducción de contenido multimedia en la Web. WebM está compuesto por el códec de video de código abierto VP8, el codec de audio libre Vorbis, y el contenedor multimedia de estándar abierto Matroska.[138] YouTube en su sitio de pruebas para HTML5, ya está haciendo uso de WebM en sus videos, y cada vez más se pueden encontrar videos en YouTube usando WebM.[139]

- El estándar WebRTC, permite comunicación de video y audio de alta calidad a través de la web sin plug-ins y de desarrollo abierto.[140]

## Opciones extras

### Búsquedas por voz
Una de las características incluidas en el navegador, es la posibilidad de realizar búsquedas sin tocar el teclado mediante el comando por voz.

### Páginas ocultas
Google Chrome tiene algunas páginas ocultas, no accesibles dentro de la interfaz de usuario. Para acceder a ellas, se pueden teclear diversas órdenes "about:" en la barra de direcciones. Además, Google Chrome usa el URI «chrome» para varias herramientas de desarrollo. Se pueden ver todas las herramientas en «chrome://chrome-urls».

### Opciones experimentales
Son funciones que en futuras actualizaciones se podrían incorporar por defecto, ya que se encuentran en pruebas. Para utilizarlas, hay que dirigirse a «chrome://flags».

### Atajos de teclado y ratón
Los atajos de teclado y ratón que incluye Google Chrome se pueden encontrar en su sitio web para distintos sistemas operativos.

### Ahorro de datos
Las páginas web se envían a través de los servidores de Google, donde los datos son optimizados y comprimidos antes de ser recibidos por el dispositivo. Esta funcionalidad se puede activar en el navegador Chrome para Android, para la versión de escritorio se activa mediante la extensión "Economizador de datos". Esta funcionalidad no está disponible para dispositivos iPhone o iPad por el momento.

## Críticas, controversias y recepción

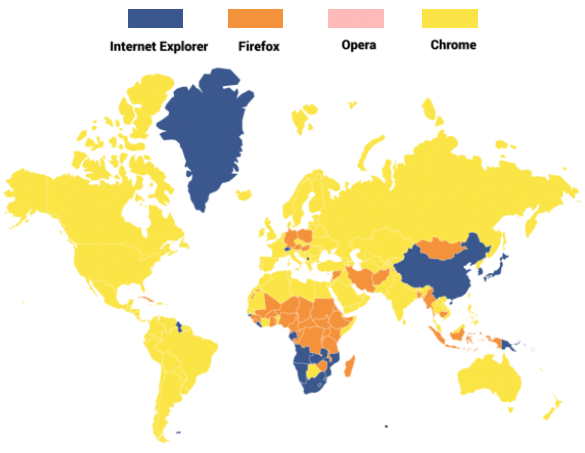
Navegadores web en el mundo. En 2015, Chrome era el navegador más usado.

En 2008, posterior al recientemente lanzado Chrome, el periodista del Daily Telegraph Matthew Moore resumió el veredicto de muchas revisiones tempranas en una sola frase: «Google Chrome es atractivo, rápido y tiene algunas nuevas características impresionantes, pero podría no estar listo para su rival Microsoft.»
Microsoft reportó no estar «inquieto por una posible amenaza de Chrome» y predijo que «muchas personas acogerán Internet Explorer 8.» En Opera Software se dijo que «Chrome fortalecerá la Web como la plataforma de aplicaciones más grande del mundo». La fundación Mozilla comunicó que la introducción de Chrome en el mercado de navegadores web no fue «ninguna sorpresa», que «el objetivo de Chrome no es competir contra Firefox», y que además no debería afectar la financiación de Google a Firefox.
El día domingo, 18 de marzo de 2012, Google Chrome se convirtió en el navegador Web más utilizado del planeta durante todo ese día con 32,7 % de acogida de usuarios, superando a Internet Explorer por primera vez en su historia, con 32,5 % de preferencia de usuarios. Brasil, India y Rusia fueron los países que más utilizaron este navegador ese día.
El desarrollador de juegos Plarium ha declarado que Chrome es «el mejor navegador para juegos, simplemente porque es más rápido y está mejor configurado para juegos HTML5».

### Sabotaje a Firefox
En abril de 2019, el exejecutivo de Mozilla, Jonathan Nightingale, acusó a Google de sabotear intencional y sistemáticamente el navegador Firefox durante la última década para impulsar la adopción de Chrome.

"Cuando empecé en Mozilla en 2007 no existía Google Chrome, y la mayoría de la gente con la que hablamos dentro [de Google] era fanática de Firefox". Los anuncios de Google Chrome empezaron a aparecer junto a los términos de búsqueda de Firefox. Gmail y [Google] Docs empezaron a experimentar problemas de rendimiento y fallos selectivos en Firefox. Los sitios de demostración bloqueaban falsamente a Firefox como "incompatible".
Jonathan Nightingale,  Twitter , 12 de abril de 2019

### Críticas sobre privacidad
Chrome envía detalles sobre sus usuarios y sus actividades a Google a través de mecanismos de rastreo forzosos y facultativos, los últimos estando en su mayoría activados por defecto.
Algunos de estos mecanismos pueden ser deshabilitados opcionalmente durante el proceso de instalación Además de su instalación, Chrome necesita de Google Updater, el cual se conecta periódicamente a Google. Sin embargo, existe un paquete de instalación independiente desde el sitio de Google y que no lo necesita. y mediante el apartado de opciones del navegador.
Algunos programas gratuitos como UnChrome pueden remover el número de identificación único del navegador sin necesidad de hacer cambios mayores. Algunos forks como SRWare Iron, Iridium y Ungoogled Chromium aspiran a ofrecer versiones del navegador que no exfiltren información de los usuarios.
En marzo de 2010 Google introdujo un nuevo método de recolección de estadísticas: un identificador único que se envía junto con las estadísticas cuando Google Update actualiza el navegador.
El servicio de sugerencias de búsqueda ha sido criticado, ya que envía los términos de búsqueda a Google incluso antes de que el usuario presione "enter". Esto permite que el motor de búsquedas web provea las sugerencias, pero también le revela un historial de búsquedas asociadas a la sesión activa o dirección IP.
En 2022, fue criticado duramente por medios de comunicación acerca de un estudio de Atlas VPN de que el navegador registró 3.159 vulnerabilidades desde sus inicios, a diferencia de Firefox con 1.100 y Opera Browser con 317, Según los datos recogidos por Atlas VPN, Chrome registró hasta un 61 % más de errores que en todo el año 2021 y años anteriores, lo que se cree como  “una cifra inusualmente alta” para un navegador que, desde su lanzamiento en 2008, solo ha tenido 806 vulnerabilidades.
La característica de autocorrección ortográfica no funciona localmente, por lo que también posee implicaciones a la privacidad de los usuarios.
| Método               | Información enviada                                          | Momento                                                                                       | ¿Opcional? | ¿Desactivado por defecto? |
| -------------------- | ------------------------------------------------------------ | --------------------------------------------------------------------------------------------- | ---------- | ------------------------- |
| Identificador RLZ    | Puede contener datos de todo tipo.                           | - Cada 24 horas - En cada búsqueda realizada en Google - Cuando ocurren «eventos importantes» | No         |                           |
| clientID             | Identificador único utilizado para estadísticas de servicio. | ?                                                                                             | Sí         | No                        |
| Sugerencias          | Texto escrito en la barra de direcciones.                    | Mientras se teclea.                                                                           | Sí         | No                        |
| Página no encontrada | Texto escrito en la barra de direcciones.                    | Al recibir el mensaje de error «no se puede encontrar el servidor».                           | Sí         | No                        |
| Informe de errores   | Detalles sobre bloqueos del programa y otros fallos.         | ?                                                                                             | Sí         | No                        |

#### Modo escucha
En junio de 2015 la comunidad de Debian GNU/Linux reportó que Chrome y Chromium estaban programados para descargar y tal vez activar un módulo extraño de reconocimiento de voz (conocido como OK Google) que envía lo que escucha a los servidores de Google. Este comportamiento pasaba desapercibido por los usuarios, así como por los encargados de Chromium en el sistema operativo Debian, lo cual causó conmoción en la prensa y grupos de defensa de los derechos de los usuarios.

## Actualizaciones

### Extensiones más seguras
El 27 de mayo de 2017, el blog oficial de Chrome anuncia que solo aceptará extensiones previamente validadas en su Chrome Web Store debido a su intento por mantener la seguridad de los usuarios que utilizan el navegador. Este cambio afecta a todos los usuarios del sistema operativo Windows. 

### Advertencias para páginas http
Desde el lanzamiento de Chrome 56, que fue en enero de 2017, el navegador marcará las conexiones HTTP como no seguras con un icono en la barra de direcciones. Inicialmente solo se mostrará la advertencia cuando se requiera ingresar contraseñas o tarjetas de crédito, mientras que paulatinamente en futuras versiones se planea marcar toda conexión HTTP como no segura.
Según lo que ha publicado la compañía en su blog, “los usuarios no perciben como advertencia la falta de un icono marcando un sitio seguro”, ignorando el riesgo que contrae navegar por estos sitios.